# Sopron
Sopron (niem. Ödenburg, cz. Šoproň) – miasto i region na Węgrzech. Liczba ludności Sopronu w 2011 roku wyniosła ponad 60,7 tys.
Miasto położone jest blisko granicy z Austrią, na północ od Alp Węgierskich i południe od Jeziora Nezyderskiego. Połączone jest liniami kolejowymi z Wiedniem, Budapesztem i Bratysławą. Znane jest z dobrych win. Lokalnym specjałem są wina tramini i Soproni Kékfrankos.

## Gospodarka
W mieście rozwinął się przemysł włókienniczy, odzieżowy, metalowy, winiarski, mięsny oraz piwowarski.

## Historia
Osadnictwo na terenach Sopronu sięga czasów prehistorycznych. Rzymska warownia Scarbantia została odbudowana w XI wieku przez francuskich krzyżowców. Status wolnego miasta królewskiego posiada od 1277.

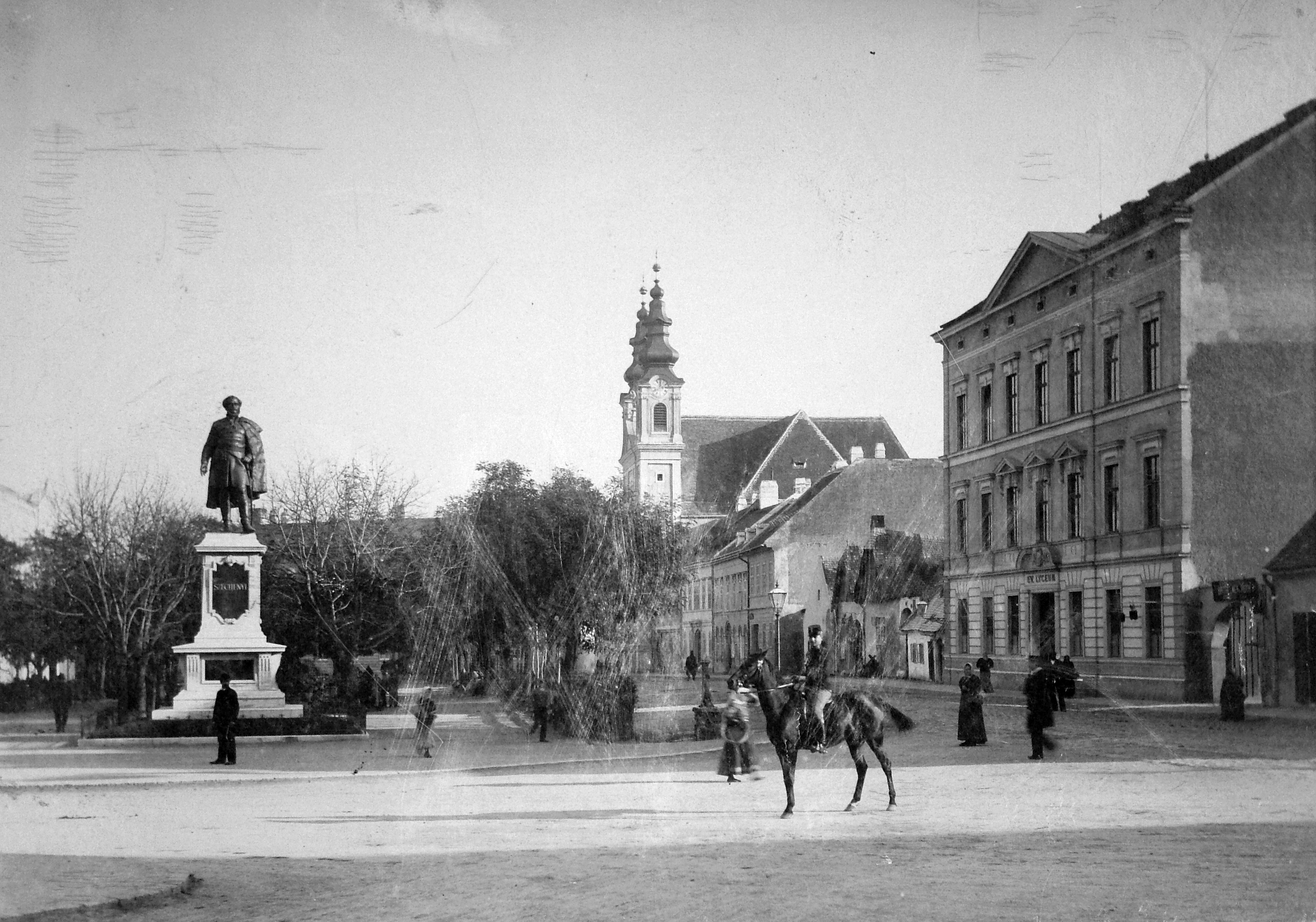
Sopron ok. 1900 r.

W 1876 otwarto stację kolejową. Po upadku Austro-Węgier, pomimo ustaleń Traktatu w Trianon, przydzielających Sopron (wraz z okręgiem) Republice Niemieckiej Austrii, mieszkańcy miasta (w większości niemieckojęzyczni, lecz uważający się za Węgrów) zdecydowanie zaprotestowali, tworząc własne quasi-państwo.
W Sopronie przeprowadzono więc plebiscyt, w wyniku którego miasto pozostało na Węgrzech, a reszta obecnego landu Burgenland przeszła zgodnie z wcześniejszymi ustaleniami do Austrii. Na pamiątkę tego wydarzenia miasto otrzymało dumny tytuł „najbardziej lojalnego miasta Węgier”.
W 1939 w Sopronie utworzono obóz dla internowanych żołnierzy polskich. Większość z nich dotarła następnie przez Jugosławię do Francji, a później do Anglii, by kontynuować rozpoczętą we wrześniu 1939 roku walkę z agresorami.
Miasto jest dzisiaj głównym ośrodkiem mniejszości niemieckiej na Węgrzech.

## Rozwój populacji
| Rok  | Populacja |
| ---- | --------- |
| 1870 | 23 102    |
| 1880 | 25 513    |
| 1890 | 29 788    |
| 1900 | 36 790    |
| 1910 | 38 114    |
| 1920 | 39 525    |
| 1930 | 40 906    |
| 1941 | 47 569    |
| 1949 | 36 506    |

| Rok  | Populacja |
| ---- | --------- |
| 1960 | 41 981    |
| 1970 | 47 952    |
| 1980 | 54 836    |
| 1990 | 55 083    |
| 2001 | 56 175    |
| 2005 | 56 394    |
| 2008 | 57 895    |
| 2011 | 60 755    |
| 2017 | 62 246    |

## Zabytki

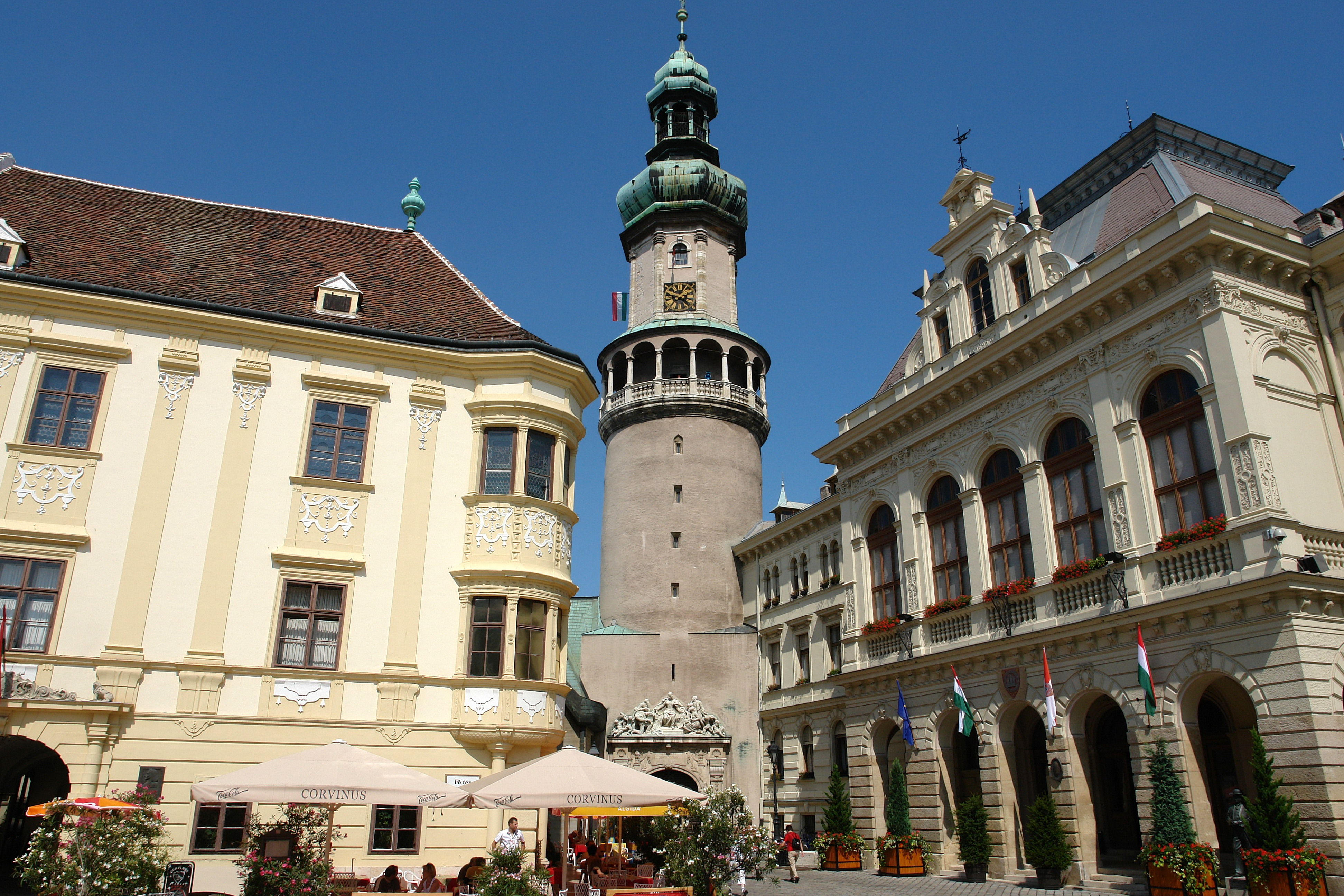
Od lewej: Dom Storny, wieża pożarowa i ratusz

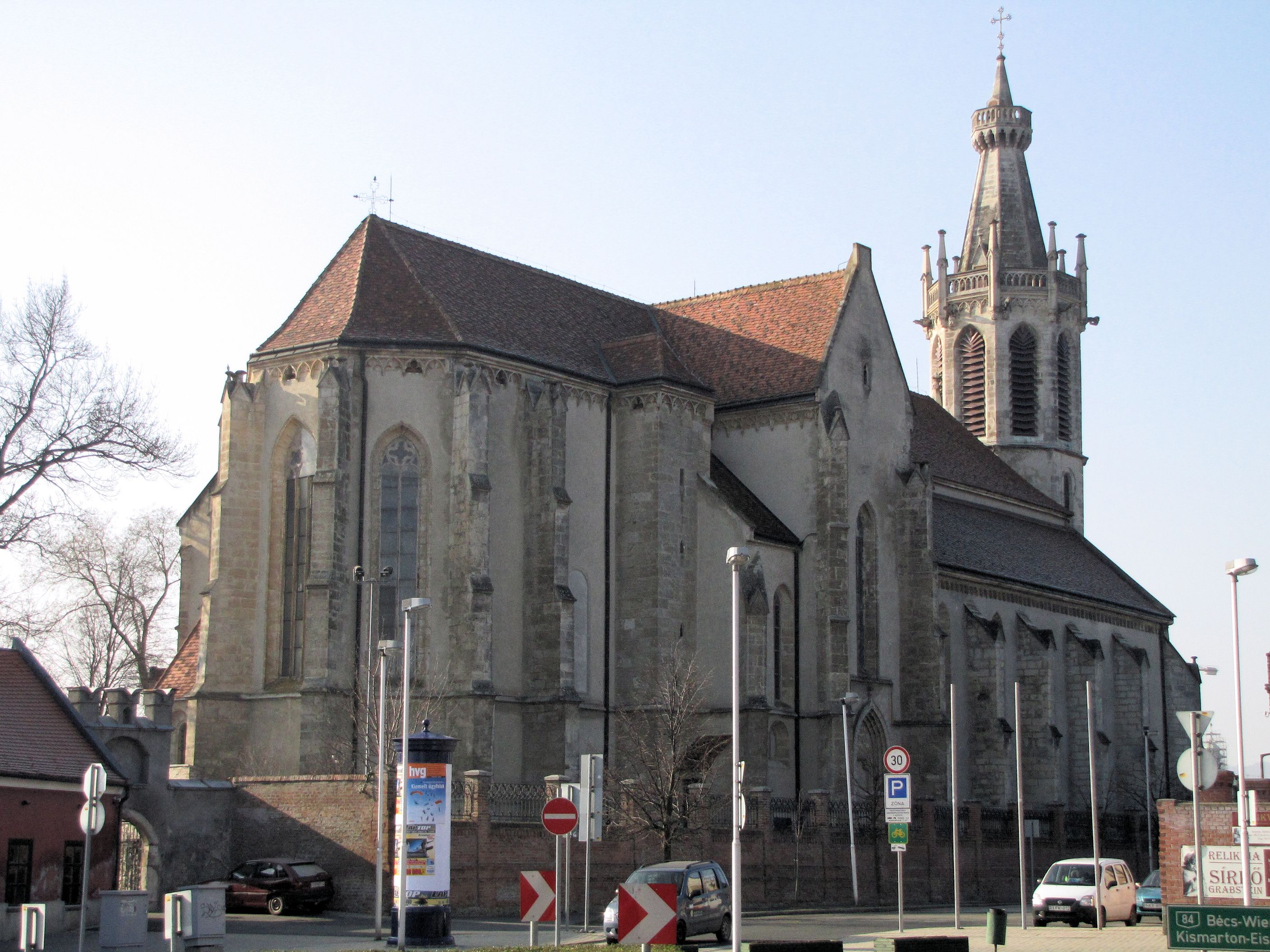
Kościół św. Michała

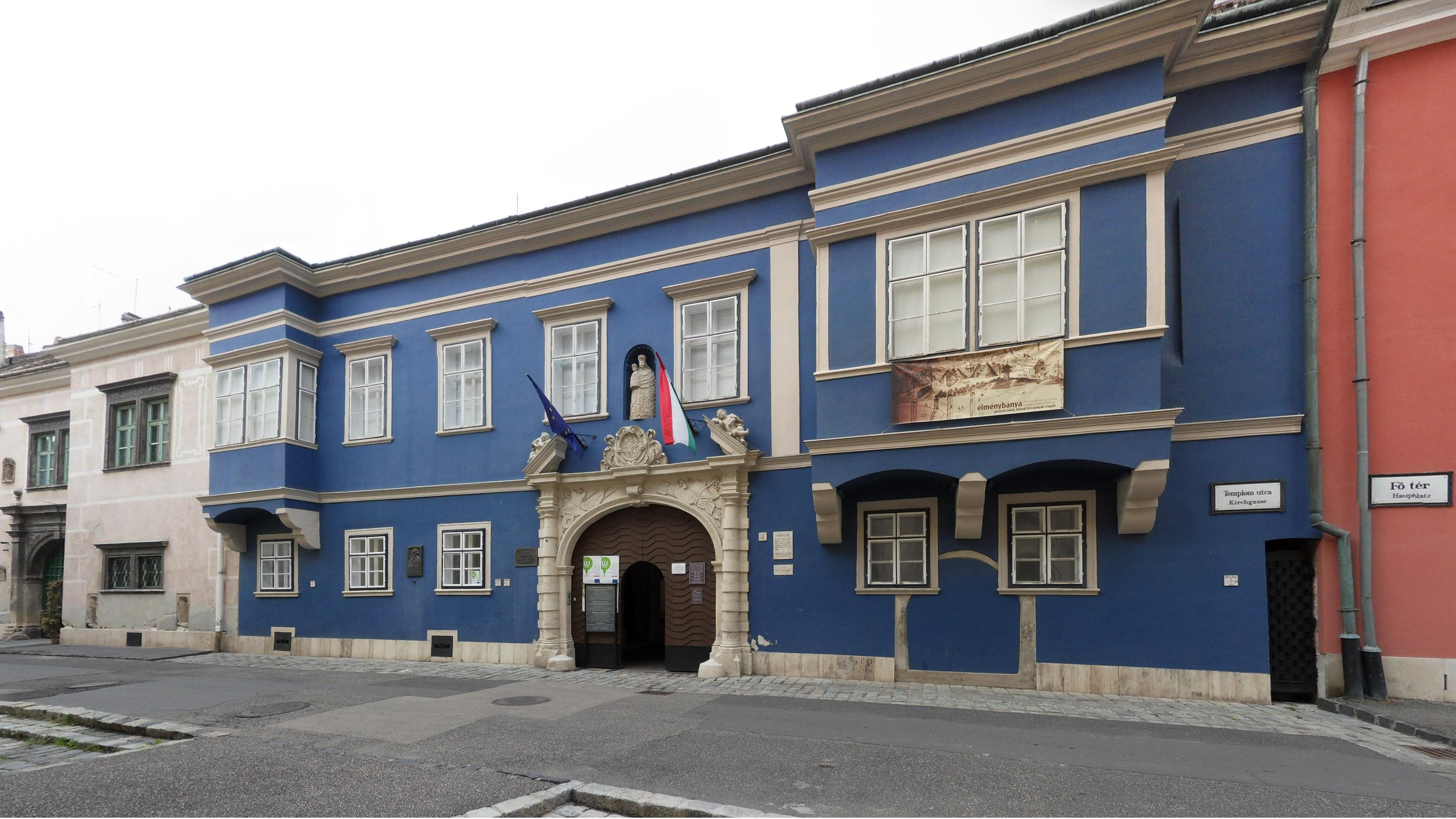
Pałac Esterházych

Architektura starej części miasta wskazuje na jego starą historię, ściany i budynki z czasów Imperium rzymskiego są wciąż często widywane, razem z pozostałościami po średniowieczu, renesansie i baroku pokazują lata stabilności finansowej (wręcz zamożności). Wybrane obiekty:
- Rynek Starego Miasta:
  - Ratusz(inne języki) (Városháza) – eklektyczny ratusz z XIX w.
  - Gmach władz dawnego komitatu Sopron, wzniesiony w latach 1829–1834 w stylu klasycystycznym
  - Kolumna Trójcy Świętej(inne języki) (Szentháromság-szobor) – barokowa kolumna z 1701 r.
  - Dom Ferenca Storny(inne języki) (Storno-ház) – barokowa kamienica, dom węgierskiego architekta Ferenca Storny
- Wieża pożarowa(inne języki) (Tűztorony) – średniowieczna gotycka wieża, sięgająca 1290 roku, przebudowana w stylach renesansowym i barokowym
- Kościół św. Michała (Szent Mihály-templom) – gotycki kościół z XIII–XV w., częściowo przebudowany w stylu neogotyckim
- Kościół św. Jerzego (Szent György-templom) – barokowy kościół z pocz. XVIII w.
- Kościół ewangelicki (Evangélikus templom) – barokowy kościół z XVIII w.
- Pałac Esterházych (Esterházy Palota) – barokowa posiadłość węgierskiego rodu Esterházych
- Pomnik Istvána Széchenyiego z 1896 r. na Placu Széchenyiego(inne języki)
- Teatr Petőfiego(inne języki) (Soproni Petőfi Színház) – secesyjny gmach teatru z 1909 r., nazwanego imieniem węgierskiego poety i powstańca Sándora Petőfiego
- Dom narodzin László Rátza
- Pozostałości zamku(inne języki)
- Klasztor karmelitów(inne języki) (Bánfalvi karmelita kolostor) – gotycko-barokowy klasztor
- Kościół św. Judy Tadeusza – barokowy kościół dominikanów z XVIII w.
- Gmach Domu Kultury im. Ferenca Liszta (Liszt Ferenc kultúrház), wzniesiony w 1870 r. w stylu eklektycznym
- Gmach poczty głównej, wzniesiony na pocz. XX w. w stylu secesyjnym
- Synagoga i inne pozostałości po społeczności żydowskiej, która została wypędzona w XVI wieku

## Sport
W mieście działają kluby piłkarskie Soproni FAC oraz FC Sopron, zdobywca Pucharu Węgier w 2005 roku, obecnie kontynuujący tradycje jako Sopron VSE.

## Ludzie związani z Sopronem

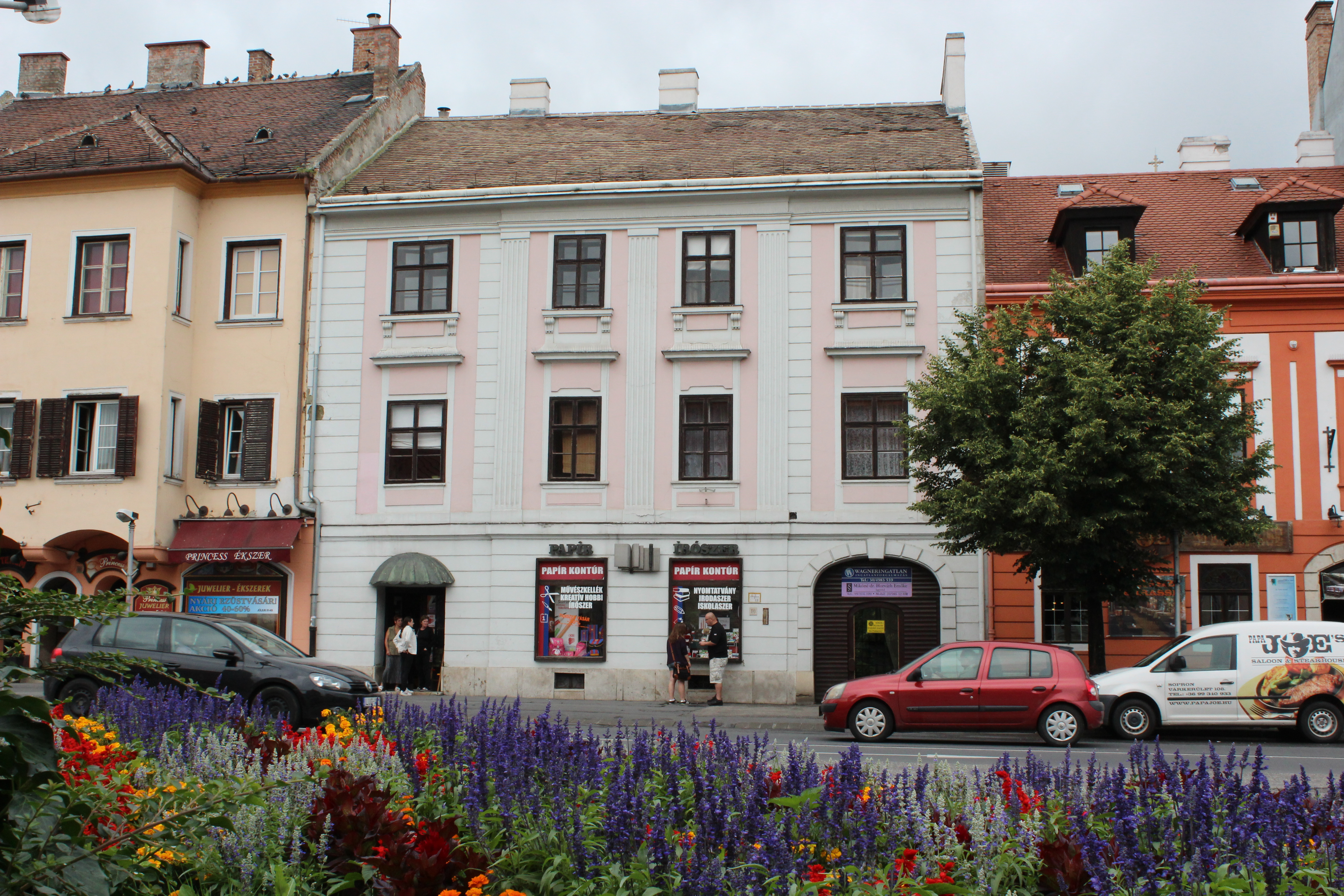
Dom narodzin László Rátza

W Sopronie urodzili się polski kompozytor Maciej Kamieński oraz polska koszykarka Paulina Rozwadowska.

## Miasta partnerskie
- Bad Wimpfen, Niemcy
- Bolzano, Włochy
- Eisenstadt, Austria
- Kazuno, Japonia
- Ejlat, Izrael
- Kempten (Allgäu), Niemcy
- Mediaș, Rumunia
- Rorschach, Szwajcaria
- Seinäjoki, Finlandia

## Galeria zdjęć

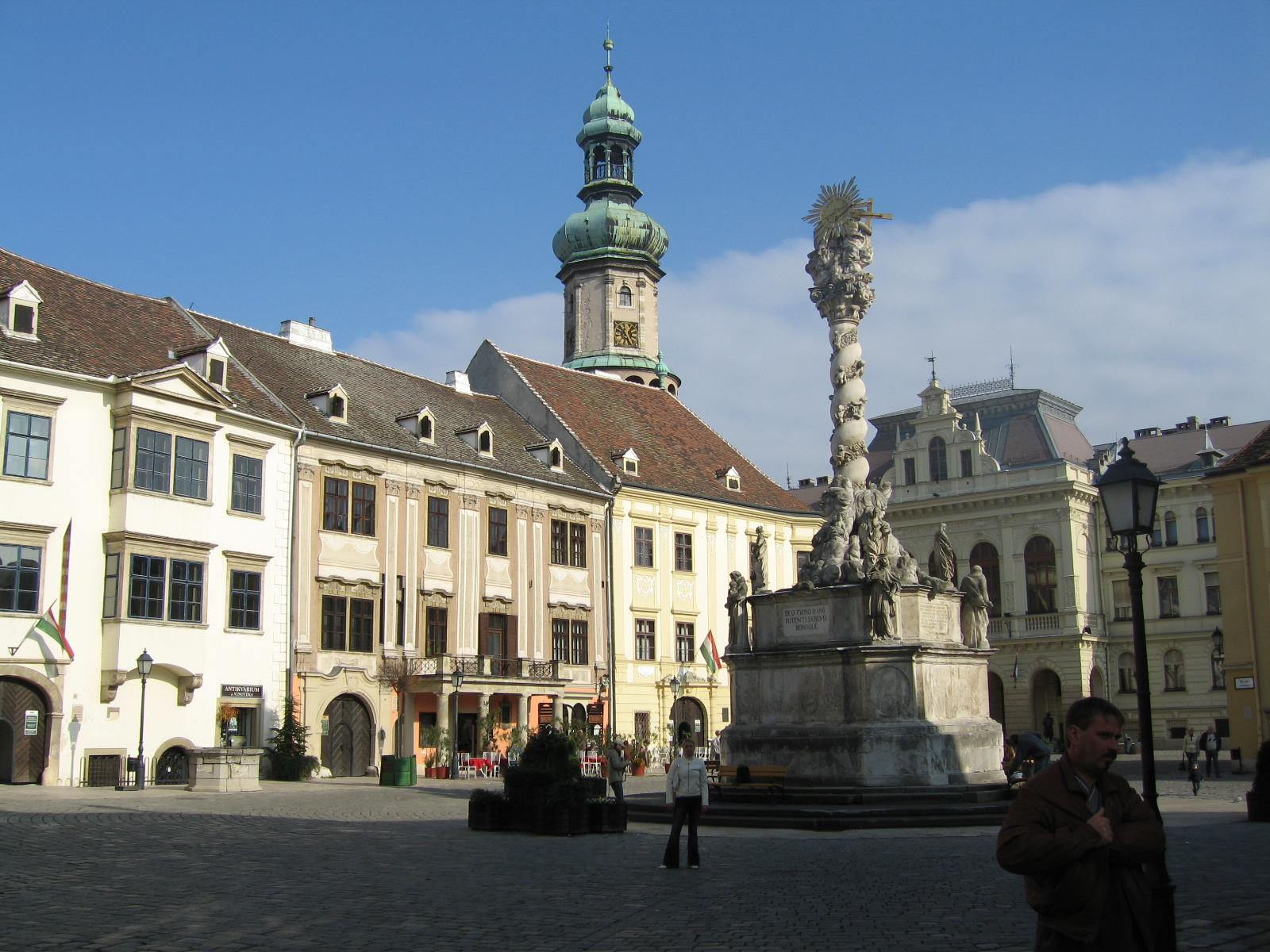
Rynek miasta
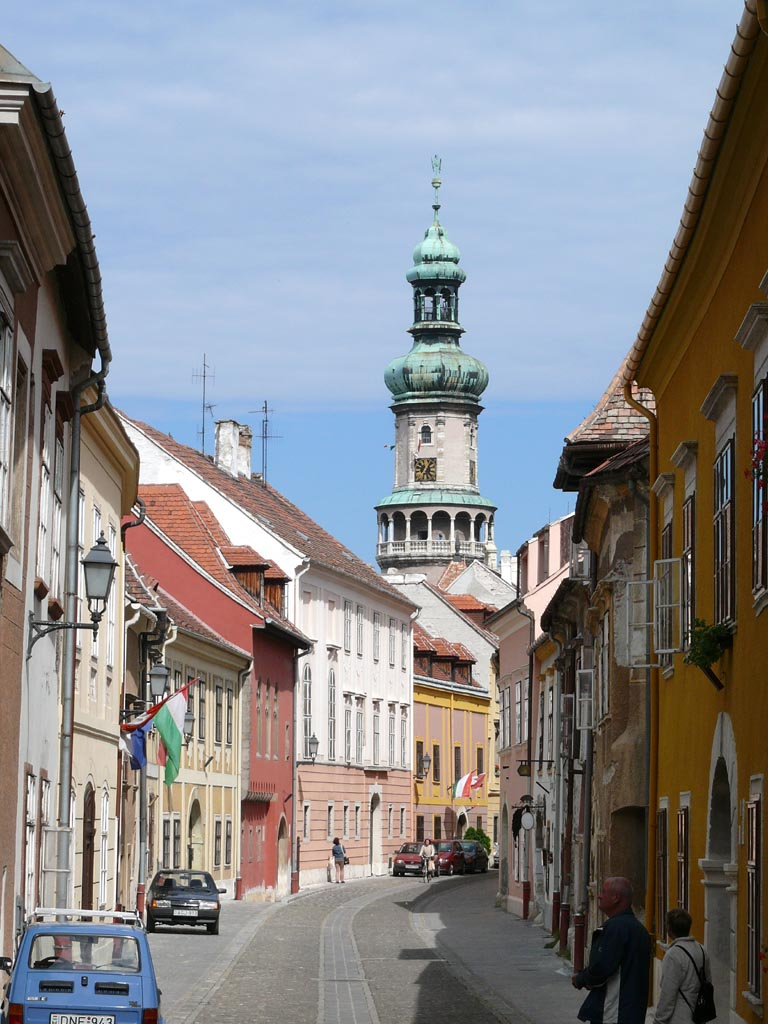
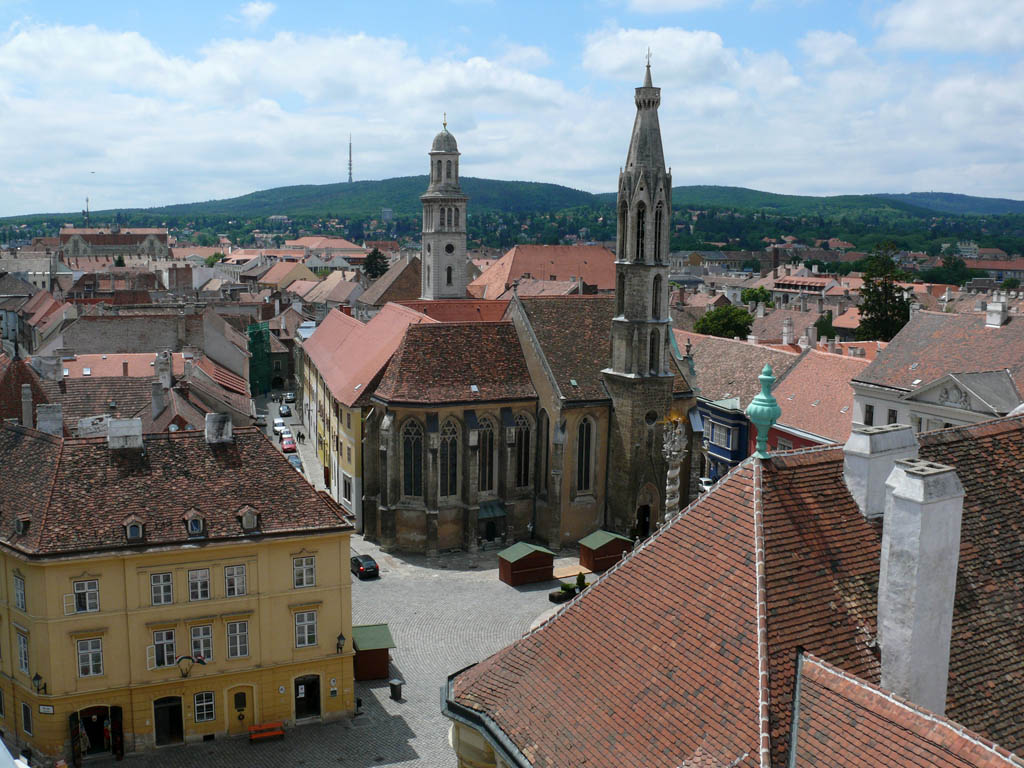
Kościół Wniebowzięcia Najświętszej Maryi Panny
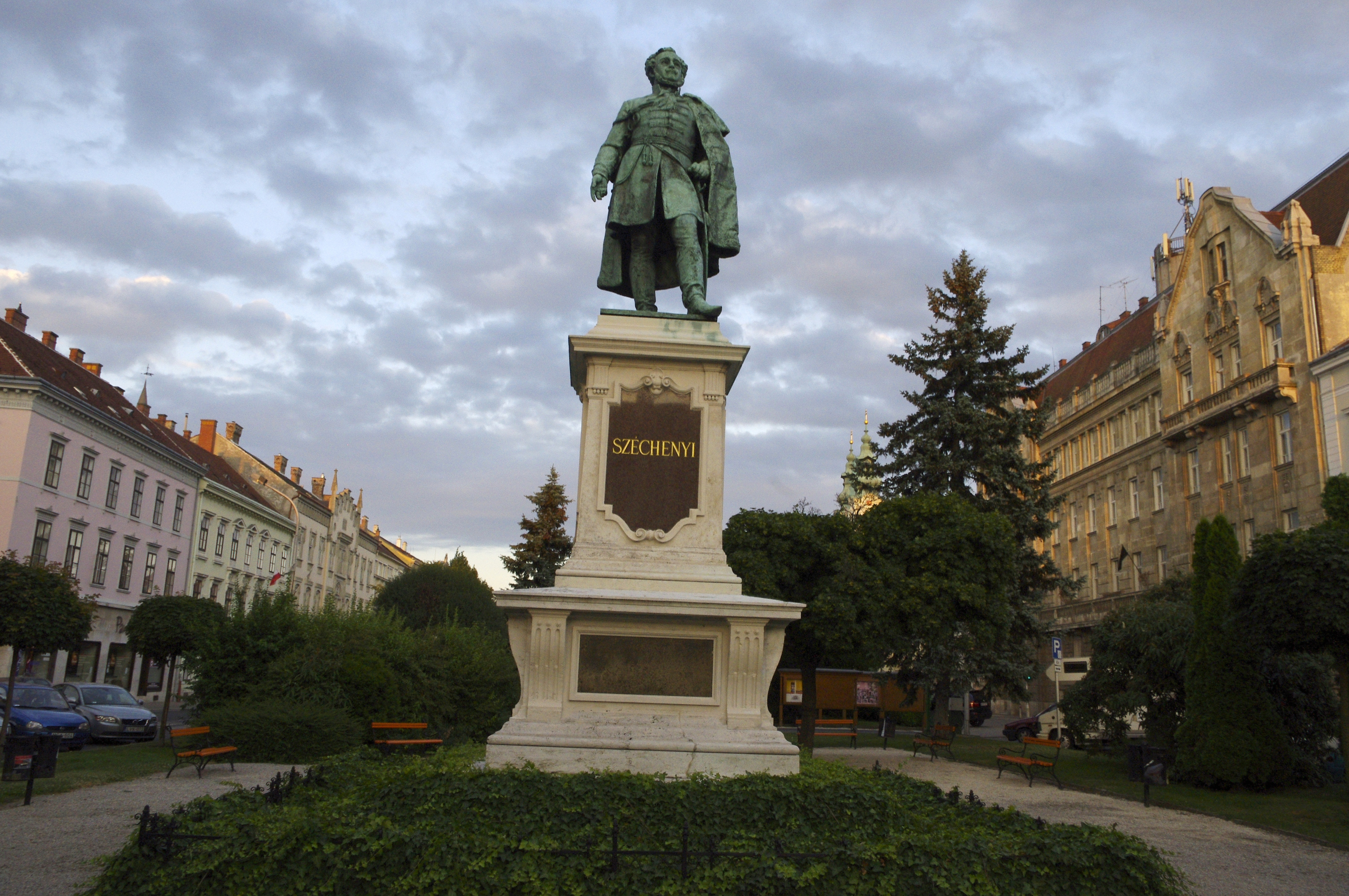
Pomnik Istvána Széchenyiego
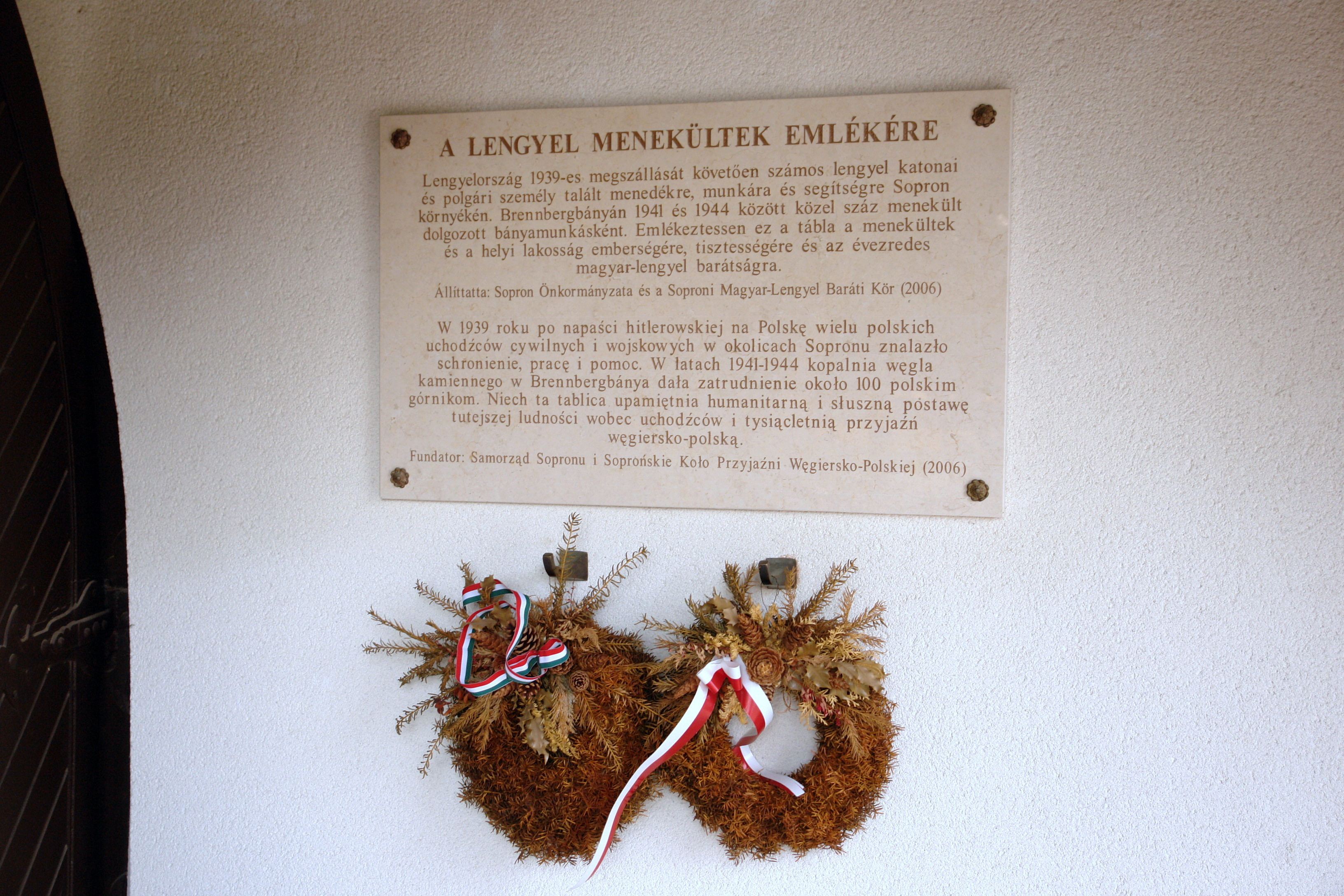
Tablica upamiętniająca polskich uchodźców z czasów II wojny światowej w dzielnicy Brennbergbánya